# Joachim Björklund
Joachim Björklund (* 15. března 1971, Växjö) je bývalý švédský fotbalista, obránce. Se švédskou reprezentací získal bronz na mistrovství Evropy v roce 1992 a taktéž bronzovou medaili si přivezl z mistrovství světa v roce 1994. Zúčastnil se také mistrovství Evropy v roce 2000 a olympijských her v Barceloně roku 1992. Za národní tým nastupoval v letech 1992–2000 a odehrál 77 utkání. S Valencií hrál dvakrát finále Ligy mistrů (1999/00, 2000/01) a roku 1998 vyhrál pohár Intertoto. S IFK Göteborg se stal třikrát mistrem Švédska (1993, 1994, 1995), s Glasgow Rangers mistrem Skotska (1996/97). Nejvyšší soutěž hrál ještě za švédský klub Östers IF, norský Brann Bergen, italské kluby Vicenza a Benátky a anglický Sunderland.